# Nitrite de potassium
Le nitrite de potassium est un composé ionique de formule brute KNO2. Ce sel est composé de cations potassium K+ et d'anions nitrite NO2−.
C'est un oxydant fort susceptible d'accélérer la combustion d'autres matières. Comme d'autres nitrites, tels que le nitrite de sodium NaNO2, ce composé est toxique lorsqu'il est ingéré et des tests en laboratoire suggèrent qu'il puisse également être mutagène et tératogène ; il est cependant utilisé comme additif par l'industrie agroalimentaire, notamment comme conservateur, tout comme le nitrite de sodium.
Le port de lunettes et de gants est requis lorsqu'on manipule du KNO2.
On l'utilise essentiellement pour réaliser des sels caloporteurs.